# 巴西蛇鯔
巴西蛇鯔，為輻鰭魚綱仙女魚目合齒魚亞目合齒魚科的其中一種，分布於東大西洋區，從茅利塔尼亞至安哥拉、西大西洋區，從美國北卡羅萊納州至巴西Santa Catarina海域，棲息深度18-410公尺，體長可達25公分，為底棲性魚類，生活在大陸棚，屬肉食性，生活習性不明，可做為食用魚。